# 오무라 경정장

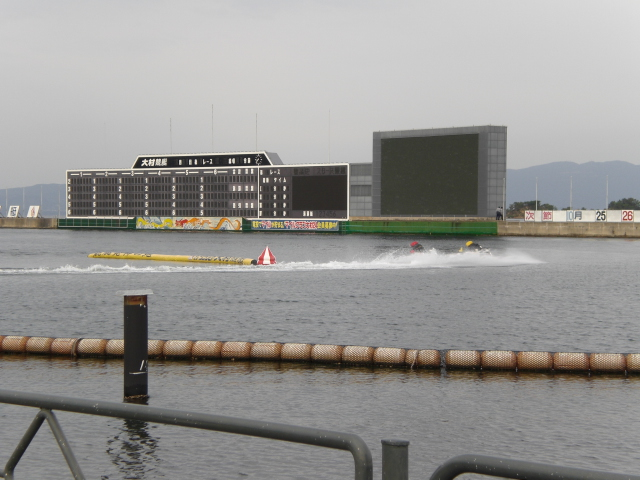

오무라 경정장(일본어: 大村競艇場 오무라쿄테죠[*])는 나가사키현 오무라시에 위치한 경정장이다.